# Zone économique à régime privilégié de Nkok
La zone économique à régime privilégié de Nkok (abrégée « ZERP de Nkok ») est une zone économique spéciale du Gabon située dans le département du Komo-Mondah, près de la ville de Ntoum, à 27 km de Libreville.
Sa superficie de 1 390 hectares est divisée en trois zones : industrielle, commerciale et résidentielle. Elle est issue d’un partenariat public-privé entre l’État gabonais et l'entreprise singapourienne Olam International, à travers la constitution d’une entreprise privée d'économie mixte de droit gabonais.

## Les avantages des entreprises
Les entreprises implantées dans la zone bénéficient d'avantages tels que la création rapide d'une société, en 48 h, d'absence d'impôt sur les sociétés pendant 10 ans, l'exonération de taxes sur les importations, la possibilité de faire venir librement des travailleurs étrangers. Toutefois, pour les nouvelles entreprises arrivantes, les avantages fiscaux ne seraient accordés que pour les 5 premières années d'exploitation.
En revanche, les entreprises doivent exporter au moins 75% de leur production, sauf besoin exceptionnel de la population locale.

## Créations d'emplois
La zone aurait[réf. nécessaire] déjà attiré environ 85 entreprises fin 2021, parmi lesquelles des entreprises de traitement et commerce du bois et La Santé Pharmaceutique. Elles auraient[réf. nécessaire] créé 16 000 emplois directs ou indirects. 